# Charlton Street Gang
De Charlton Street Gang was een New Yorkse straatbende en groep rivierpiraten in het midden van de 19e eeuw.
De Charlton Street Gang was een van de vroegste groepen rivierpiraten die kleine vrachtschepen overviel op de North River van New York Harbor in de periode na de Amerikaanse Burgeroorlog in de 1860’s. Terwijl de goedbeschermde oceaanschepen en grotere schepen aanmeerden aan de Manhattan Westside, overviel de bende handelsschepen die verder de rivier op voeren.
Onder leiding van Sadie the Goat stal de bende in 1869 een sloep en begon al snel handelsschepen en huizen te overvallen langs de Hudson River vanaf de Harlem River tot Poughkeepsie en Albany, New York. Met de Jolly Roger vlag in top was de bende zeer succesvol en stond ze weldra bekend voor het ontvoeren van rijke mannen, vrouwen en kinderen in ruil voor losgeld. Volgens de kranten uit die tijd verplichtte Sadie the Goat verschillende mannelijke slachtoffer om de plank te bewandelen (hierbij moest het slachtoffer, meestal geboeid, van een loopplank lopen, waarna hij verdronk). Nadat verschillende slachtoffers door de bende waren vermoord, richtten bewoners van de Hudson Valley een burgerwacht op en nadat verscheidene bendeleden gedood waren in een reeks gewelddadige gevechten keerde de bende terug naar de wal, waar ze terugvielen in straatcriminaliteit. Uiteindelijk hield de bende op te bestaan tegen het einde van het decennium.